# Дарьино (усадьба)
Дарьино (также Дарьино-Никольское) — усадьба, расположенная в деревне Дарьино Одинцовского района Московской области.
История этого имения восходит к началу ХVII века. Усадьба помещика Ф. П. Неелова известна с 1627 года и до конца XVII века принадлежала его наследникам. С 1691 по 1848 годы деревня принадлежала Бестужевым-Рюминым. Дарьино интересно также как место, связанное с именем одного из организаторов и первого руководителя МХАТ имени М. Горького К. С. Станиславского.

## История
Первое упоминание о Дарьино в источниках относится к 1627 году, когда эта деревня, «а в ней двор помещиков с деловыми людьми» принадлежала Фёдору Петровичу Неелову, который стал владельцем имения после своего отца по вводной грамоте 1616 года. В 1651 году оно досталось его сыну Моисею Фёдоровичу Неелову, от которого имение перешло к его двоюродному брату Семёну Осиповичу Неелову.
В 1665 году усадьбой владели дети Семёна Лука и Корнилий. Переписные книгы 1678 года гласят: «За Корнилою Семёновичем сыном Нееловым деревня Дарьина, а ней двор вотчинников, в нём один человек, 2 двора бобыльских, людей в них 5 человек».
После смерти Корнилия Неелова его родственники Кирилл и Алферий Васильевичи и Никита Петрович Нееловы перешли во владение Петру Юрьевичу Бестужеву-Рюмину. В 1691 году деревня досталась его детям стольникам Ивану, Степану, Семёну и Дмитрию. При них в имении была построена церковь и оно стало селом.
Строительство храма началось в 1698 году после получения соответствующего разрешения от церковных властей. Строительный материал доставлялся из окрестных лесов, за счёт помещиков шло финансирование. На следующий год на высоком месте в западной части села стояла церковь Николая Чудотворца. Храм был деревянный на кирпичном цоколе с такой же колокольней. Один из двух приделов был построен в честь Александра Невского. По церкви село также стало называться Дарьиным.
Исходя из описания 1704 года, село принадлежало Ивану Петровичу Бестужеву-Рюмину. В нём был дворовой вотчинников и два крестьянских огорода, в которых проживало 14 человек. После раздела в 1711 году с Семёном и Дмитрием Петровичами Бестужевыми-Рюминами оно перешло во владение вдовы Степана Петровича Евфросиньи Селиверстовны Бестужевой-Рюминой с детьми Иваном и Алексеем Степановичами.
По документу 1786 года у гвардии прапорщика Андрея Алексеевича Бестужева-Рюмина в селе Никольском, Дарьино и Ащерино было 74 ревизских души. В конце XVIII века Никольское-Дарьино принадлежало корнету Степану Алексеевичу Бестужеву-Рюмину. В деревне имелся одноэтажный деревянный особняк, в котором был устроен сад с плодовыми деревьями, и 12 крестьянских дворов, в которых проживало 121 человек.
С 1848 по 1882 год имение принадлежало подпоручику Адаму Петровичу Столповскому. По данным 1852 года в селе была церковь, 16 дворов и 110 крестьян. После смерти владельца имение перешло к его вдове Елизавете Трофимовне Столповской (ум. 1905) и её детям, старшим из которых был Пётр Адамович Столповский, присяжный поверенный Московской судебной палаты.
В 1890 году в селе проживало 106 человек. У Петра Столповского было 12 сестёр и братьев, которым он выделил участки земли усадьбы для строительства собственных домов. Он также много сделал и для местных крестьян. В 1894 году на собственные средства Столповский основал школу из 50 учеников. Особого внимания заслуживает попытка Столповского превратить Дарино в подмосковный курорт.
В 1885 году недалеко от села был открыт железо-известковый минеральный источник. Чистая, довольно прозрачная вода с постоянной температурой 6,6 °C не содержала ни аммиака, ни солей азота. Во многих местах на правом берегу реки Чернявки появились родники. Особенно большая их часть была сосредоточена в «бездонном бочаге» — так местные жители назвали яму неправильной формы, дно которой было покрыто ржавчиной и черноватым илом. Вода в ней не замерзала даже в самые сильные морозы. Московское губернское врачебное управление нашло сходство воды с известными зарубежными источниками, применявшейся для лечения малокровия, неврастении и истощения организма от переутомления. По химическому составу подмосковный источник был наиболее близок к минеральной воде курорта Санкт-Морица (Швейцария). Из-за меньшего содержания двууглекислой закиси железа минеральная вода Дарьинская минеральная вода оказалась не такой сложной для усвоения организмом, как воды Швальбаха в Пруссии и Спа в Бельгии.
В 1888 году профессор Московского университета ,Александр Павлович Сабанеев пришёл к выводу, что дарьинская вода также превосходит по ряду показателей лучшие российские источники слабых щелочей — Липецкие, Курьинские, Железноводские, Березовские, Полюстровские и другие. Окружающая природа, здоровый климат, близость к Москве и удобство сообщения с ней по железной и автомобильной дорогам обещали хорошие перспективы для источников. Ими могли воспользоваться лица, связанные с Москвой текущими делами, и те, кто не мог позволить себе большие финансовые затраты на поездку на отдалённые минеральные источники для лечения.
Летний лечебный сезон на источниках длился с 1 июня до конца августа. Сначала в разных частях имения имелось 7 платных дач с «полным пансионом» (чаем, едой и прочим), рассчитанных на 30 человек, а затем в начале XX века появился небольшой пансионат. Отдыхающие пользовались минеральными ключами, над которыми был построен деревянный павильон. Общий объём воды, вытекающий из водоёма «бездонный бочаг», достигал 8-10 тысяч вёдер в сутки. На территории особняка было также налажено «производство» минеральной воды. Её наполняли в стеклянную тару и везли закупоренные ёмкости на телегах в Москву. В своё время в московских аптеках продавалось до 1000 бутылок дарьинской воды.
Осенью 1905 года на площади в 50 десятин началось строительство курортного посёлка «Новинка». Для индивидуальной застройки выделялись участки площадью от 300 до 2700 квадратных сажен. Владельцы усадьбы выделили землю под парк, пруды, аллеи, проезжие дороги и другие общественные места. Встал вопрос о строительстве на реке Москве купальни, где транспорт доставлял бы всех желающих за определённую плату. Однако начавшаяся революция 1905 года и последовавшие за ней войны не позволили осуществить эти планы, и в конце 1930-х годов вновь встал вопрос об освоении дарьинских недр, но не был реализован из-за начавшейся Великой Отечественной войны.
После Октябрьской революции 1917 года уездные власти взялись за выселение бывших помещиков из их домов. Это было приказано осуществить и в отношении Столповских, но этому событию помешали крестьяне — Столповские пользовались среди них большим уважением за свои личные качества. На собрании крестьянское общество решило принять в крестьянское сословие барскую семью. В итоге представители новой власти оставили в покое бывших дворян. В период коллективизации Столповские добровольно участвовали в колхозе, передав свою землю, скот, пансион и хозяйственные постройки в общественное пользование.
По данным переписи 1926 года в Дарьино было 52 двора, где проживало 218 человек. Во второй половине 1930-х годов Дарьинская церковь разделила судьбу многих сельских культовых сооружений. Здание разобралось и в виде строительного материала продалось на нужды близлежащему санаторию «Химик». Иконы раздаются по домам, а ящик с церковной утварью передаётся в сельсовет.
Во второй половине 1930-х годов Дарьинская церковь разделила судьбу многих сельских культовых сооружений. Здание было разобрано и продано в качестве стройматериала для нужд близлежащего санатория «Химик». Иконы были распределены по домам, а ящик с церковной атрибутикой передался сельсовету. Последний настоятель священник Борис Смирнов был арестован и расстрелян 1 июля 1938 года.
После Октябрьской революции здание школы некоторое время использовалось как изба-читальня, и только потом в нём продолжились уроки начальных классов. В середине 1960-х школа была закрыта из-за ветхости, а возводить новую школу было нецелесообразно, поскольку в соседних сёлах были свои школы.
В 1960-е годы территория, предназначенная для посёлка Новинка, была отдана под дачи учёных, писателей и артистов. Позже это поселение получило название «Ново-Дарьино». Задуманный курорт Новинка не состоялся.
18 июня 2001 года была торжественно освящена закладка храма в честь святого Николая Чудотворца. Под Горним местом был заложен камень, а под будущим Престолом был поставлен Крест. Уже к декабрю того же года храм был построен, подключено отопление от собственной котельной. В 2004 году состоялось освящение храма. Была открыта воскресная школа для детей и взрослых. В 2009 году был полностью отреставрирован фасад храма, заменена гипсовая лепнина и заново расписан храм. В 2010 году началось строительство часовни в честь князя Александра Невского. В 2011 году территория была благоустроена, посажены газон, кусты и деревья, был заложен фруктовый сад.
Летом 2010 года исполнилось 120 лет со дня открытия целебного источника.

## Известные гости и жители

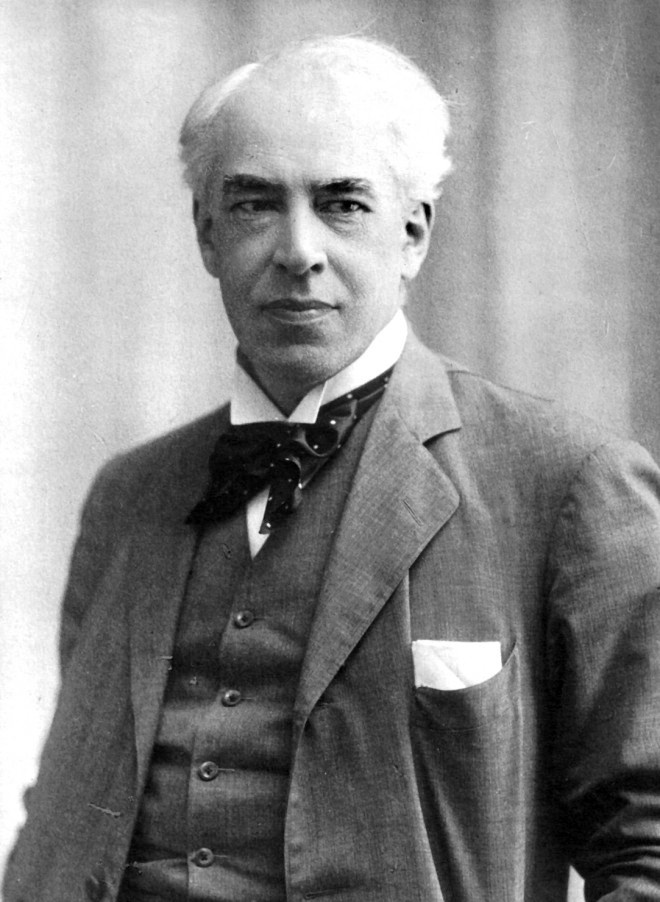
В усадьбе Дарьино отдыхал Константин Сергеевич Станиславский

Усадьбу Дарьино не раз посещали многие деятели отечественной культуры. Летом 1925 и 1926 годов здесь отдыхал известный культовый актёр Константин Сергеевич Станиславский. Вспоминая приезд Станиславского, режиссёр Григорий Владимирович Кристи писал:
Константин Сергеевич Станиславский приехал сюда с семьей и с маленькой внучкой ... Здесь ... он надеялся отдохнуть от двух осаждавших его театров и многочисленных московских посетителей. Но не тут-то было! С момента его приезда дети ходят за ним толпой, сперва незаметно, на почтительном расстоянии, потом все ближе и ближе. ... Во время прогулки он подходит к играющим детям, узнает о том, как они играют и как их зовут. Поэтому ребятишки с плакатами о спектакле, чувствуя себя знакомыми со Станиславским, зашли к нему без особых церемоний... На следующий день мы с волнением ждали Станиславского на репетицию и принесли в рощу соломенное кресло. Станиславский не обманул наших ожиданий: он явился, сияющий и строгий, без всякой тени иронии или снисхождения. Раз это для нас было настоящим театром — значит, и для него тоже.

Известный русский учёный-географ, профессор Московского университета Сергей Григорьевич Григорьев провёл последние годы жизни в Дарьино. Здесь бывали такие люди как актёр Валентин Иванович Качалов, исследователь Средней Азии Пётр Кузьмич Козлов, поэт Евгений Аронович Долматовский. До 1959 года в доме жил видный архитектор Иван Владиславович Жолтовский, купивший его в 1934 году у П. А. Столповского.

## Описание
Сохранились части старого парка, планировку которого сложно угадать. Видны лишь остатки липовых, еловых и лиственных аллей. Рельеф в средней части выровнен, в северной части к периферии очень сильный уклон к запруженной части реки.
Естественные насаждения представлены смешанным лесом с преобладанием хвойных (ель, сосна), широколиственных видов (дуб, клён, липа), а также со вторым ярусом из рябины и подлеском из бузины, черёмухи обыкновенной, жимолости и крушины ольхолистной.
Всего насчитывается 17 местных видов. Наиболее интересные из интродуцентов: шесть экземпляров пихты сибирской (высота — 27 м, диаметр ствола — 54 см), один экземпляр кедра сибирского (высота — 19 м, диаметр ствола — 28 см), около 20 экземпляров лиственницы сибирской (высота — 23 м, диаметр ствола — 54 см). Остальные виды представлены многочисленными экземплярами и образуют либо большие группы (рябинник рябинолистный, чубушник венечный), либо живые изгороди (желтая акация, таволга средняя, снежноягодник белый). Всего насчитывается 14 интродуцированных видов.